# Benjamin Ingrosso
Benjamin Ingrosso (Danderyd, 1997. szeptember 14. –) svéd énekes és dalszerző. Ő képviselte Svédországot a 2018-as Eurovíziós Dalfesztiválon, Lisszabonban.

## Életrajz
Benjamin Ingrosso Danderyd községben született 1997. szeptember 14-én. Édesapja Emilio Ingrosso korábbi táncos, jelenleg étteremtulajdonos; édesanyja Pernilla Wahlgren énekesnő. Egy bátyja (Oliver Ingrosso), egy nővére (Bianca Wahlgren Ingrosso) és egy féltestvére van (Theodor Wahlgren). Egyik unokatestvére Sebastian Ingrosso, a Swedish House Mafia és az Axwell & Ingrosso formáció tagja. Benjamin részben olasz származású mind az édesapja, mind az édesanyja oldalán.

## Karrier

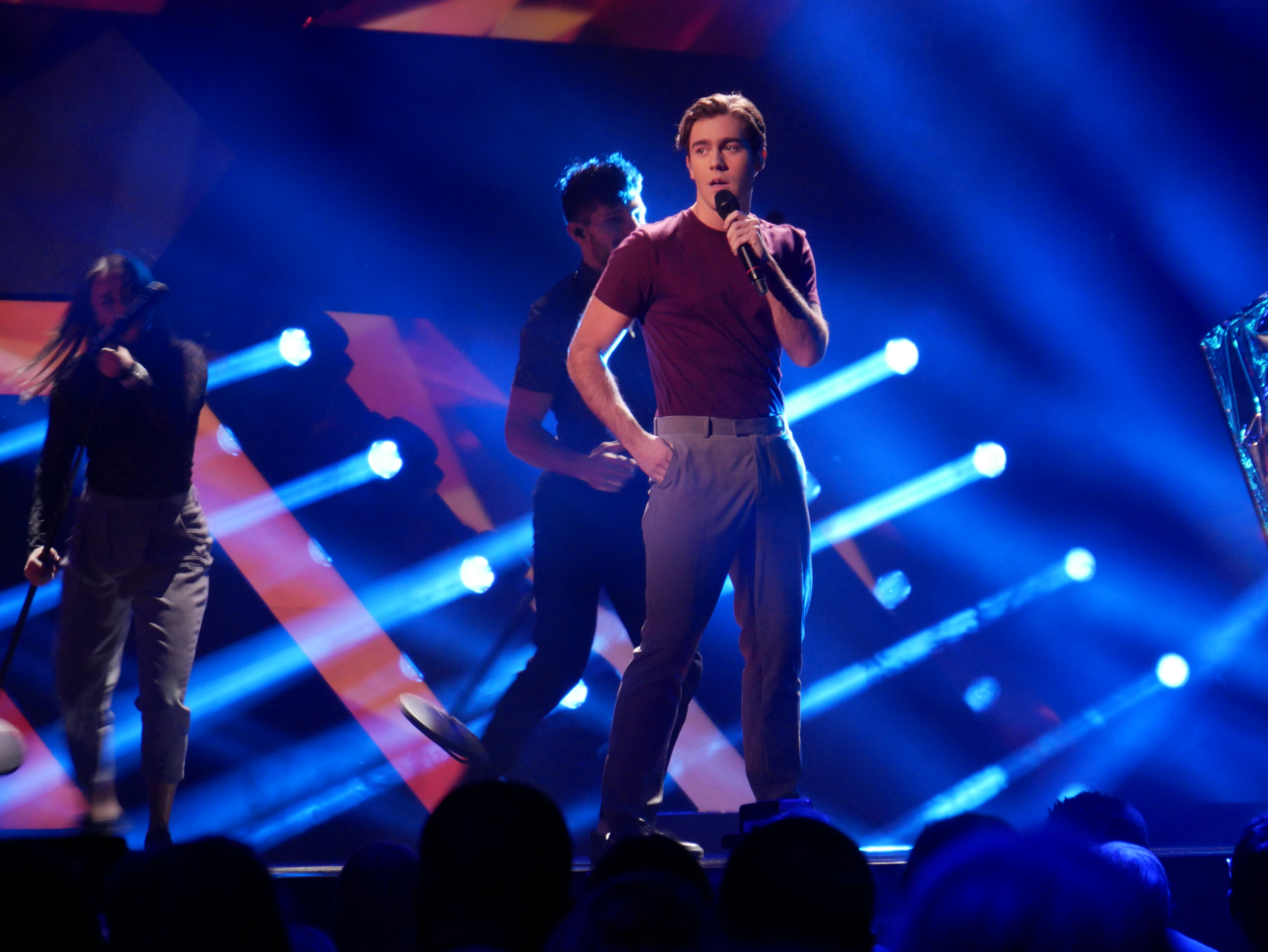
Benjamin Ingrosso a 2017-es Melodifestivalen-en

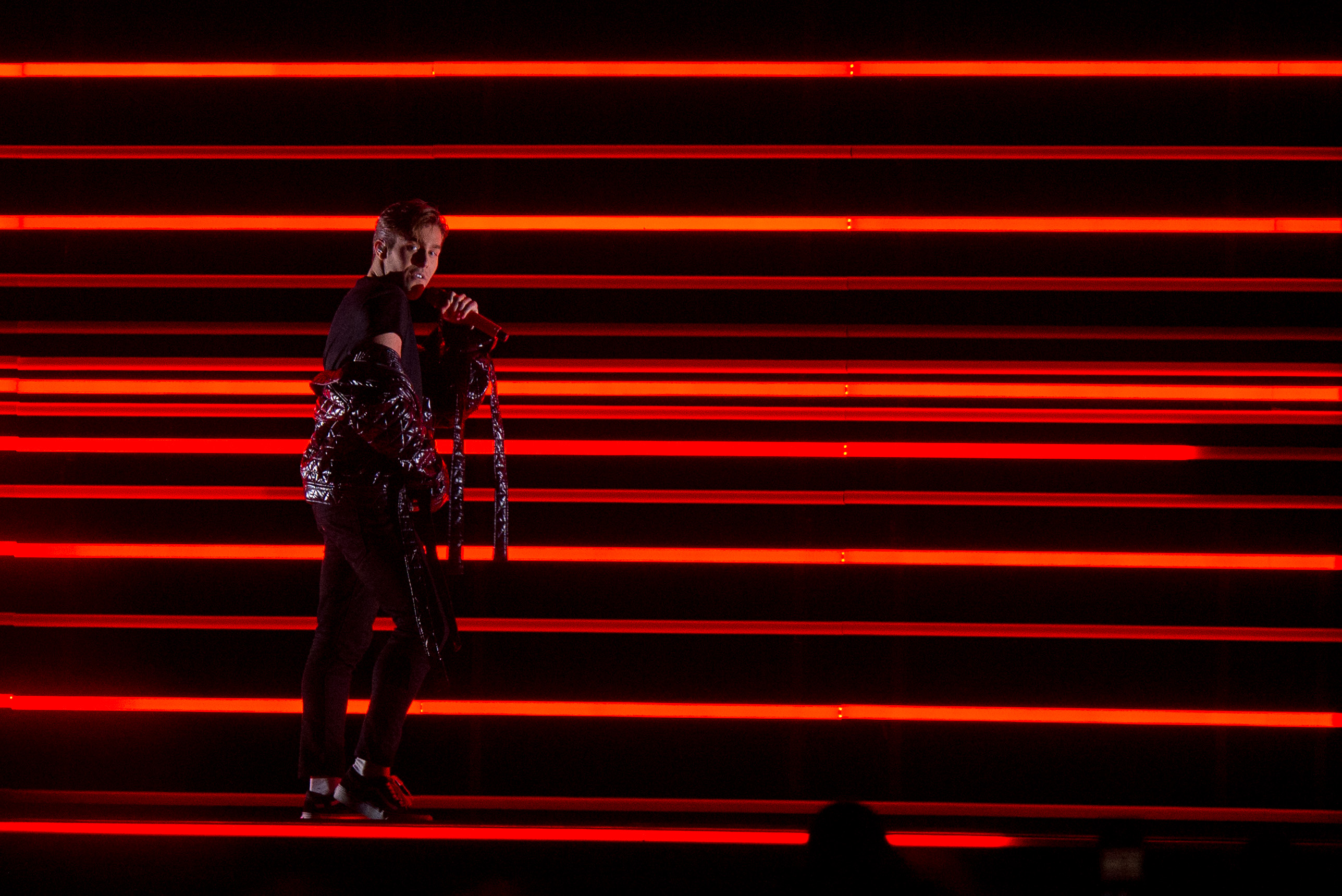
A Dance You Off előadása közben

Gyerekként számos musicalben és színházi darabban vett részt. 2006-ban Hej Sofia című dalával megnyerte a svéd közszolgálati televízió Lilla Melodifestivalen elnevezésű gyerek dalversenyét, amiért ő lehetett az egyik svéd versenyző a MGP Nordic című skandináv országok közötti gyerek énekversenyen.
2014-ben szerepelt a Let’s Dance című  táncos műsor kilencedik évadjában profi táncpartnerével, Sigrid Bernsonnal, akivel megnyerték a verseny döntőjét. Ettől az évtől fókuszál kizárólag a zenélésre és a dalszerzésre. 2015 októberében kiadta első kislemezét Fall in Love címmel. Ezután leszerződött a TEN Music Group kiadóval.
2017-ben Good Lovin’ című dalával elindult az Eurovíziós Dalfesztivál svéd nemzeti döntőjén, a Melodifestivalen-en. Először a február 11-én, Malmőben rendezett második elődöntőben lépett színpadra, ahonnan másodikként jutott tovább a döntőbe, amit az ötödik helyen zárt.
2017. november 28-án bejelentették, hogy az énekes újra részt vesz az eurovíziós válogatón Dance You Off című dalával. A dalt először a 2018-as Melodifestivalen február 3-án, Karlstadban rendezett első elődöntőjében adta elő, ahol a nézők szavazatai alapján az első helyen végzett, és így egyenes ágon jutott tovább a stockholmi döntőbe. Végül március 10-én 181 ponttal megnyerte az utolsó fordulót, miután a zsűrinél és a nézők körében is az első helyet szerezte meg, és így ő képviselhette Svédországot a 2018-as Eurovíziós Dalfesztiválon, Portugáliában. A versenyen először május 10-én, a második elődöntőben állt színpadra, ahonnan a másodikként jutott tovább a döntőbe. A május 12-én megtartott fináléban 274 pontot sikerült összegyűjtenie, ami a hetedik helyezést jelentette.
2018. szeptember 28-án megjelent az énekes debütáló albuma, amely az Identification címet kapta.

## Diszkográfia

### Stúdióalbumok
| Cím            | Album résztelek                                                                              | Csúcspozíció | Csúcspozíció | Minőtítések  |
| Cím            | Album résztelek                                                                              | SWE          | NOR          | Minőtítések  |
| -------------- | -------------------------------------------------------------------------------------------- | ------------ | ------------ | ------------ |
| Identification | - Megjelent: 2018. szeptember 28. - Kiadó: TEN - Formátum: CD, digitális letöltés, streaming | 1.           | 18.          | - GLF: Arany |

### Kislemezek
| Cím                                           | Év   | Csúcspozíció | Csúcspozíció | Csúcspozíció | Csúcspozíció | Csúcspozíció | Minőtítések    | Album                  |
| Cím                                           | Év   | SWE          | FRA          | SCO          | SPA          | UK Down.     | Minőtítések    | Album                  |
| --------------------------------------------- | ---- | ------------ | ------------ | ------------ | ------------ | ------------ | -------------- | ---------------------- |
| "Hej Sofia"                                   | 2006 | —            | —            | —            | —            | —            |                | Nem jelent meg albumon |
| "Jag är en astronaut"                         | 2007 | —            | —            | —            | —            | —            |                | Nem jelent meg albumon |
| "Fall in Love"                                | 2015 | 56.          | —            | —            | —            | —            | - GLF: Arany   | Nem jelent meg albumon |
| "Crystal Clear"                               | 2015 | —            | —            | —            | —            | —            |                | Nem jelent meg albumon |
| "Home for Christmas"                          | 2015 | —            | —            | —            | —            | —            |                | Nem jelent meg albumon |
| "Love You Again"                              | 2016 | —            | —            | —            | —            | —            |                | Nem jelent meg albumon |
| "Good Lovin’"                                 | 2017 | 10.          | —            | —            | —            | —            | - GLF: Platina | Nem jelent meg albumon |
| "Do You Think About Me"                       | 2017 | 87.          | —            | —            | —            | —            | - GLF: Arany   | Nem jelent meg albumon |
| "One More Time"                               | 2017 | 79.          | —            | —            | —            | —            |                | Nem jelent meg albumon |
| "Dance You Off"                               | 2018 | 1.           | 78.          | 80.          | 69.          | 61.          | - GLF: Platina | Identification         |
| "Tror du att han bryr sig" (Felix Sandmannal) | 2018 | 7.           | —            | —            | —            | —            | - GLF: Platina | Identification         |
| "I Wouldn't Know"                             | 2018 | 30.          | —            | —            | —            | —            | - GLF: Arany   | Identification         |
| "Behave"                                      | 2018 | 8.           | —            | —            | —            | —            | - GLF: Arany   | Identification         |
| "All Night Long (All Night)"                  | 2019 | 5.           | —            | —            | —            | —            | - GLF: Platina | Nem jelent meg albumon |
| "Happy Thoughts" (Felix Sandmannal)           | 2019 | 15.          | —            | —            | —            | —            | - GLF: Arany   | Nem jelent meg albumon |
| "Costa Rica"                                  | 2019 | 17.          | —            | —            | —            | —            | - GLF: Arany   | Nem jelent meg albumon |

#### Közreműködő előadóként
| Cím                                                     | Év   | Csúcspozíció | Csúcspozíció | Csúcspozíció | Album                  |
| Cím                                                     | Év   | SWE          | BEL          | POL          | Album                  |
| ------------------------------------------------------- | ---- | ------------ | ------------ | ------------ | ---------------------- |
| "Paradise" (Ofenbach feat. Benjamin Ingrosso)           | 2018 | 99.          | 19.          | 9.           | Nem jelent meg albumon |
| "Man On The Moon" (Alan Walker feat. Benjamin Ingrosso) | 2021 | -            | -            | -            | World Of Walker        |

### További slágerlistás dalok
| Cím                                                | Év   | Csúcspozíció | Album                   |
| Cím                                                | Év   | SWE          | Album                   |
| -------------------------------------------------- | ---- | ------------ | ----------------------- |
| "I'll Be Fine Somehow"                             | 2018 | 22.          | Identification          |
| "So Good So Fine When You're Messing with My Mind" | 2018 | 29.          | Identification          |
| "Spotlights"                                       | 2018 | 53.          | Identification          |
| "Happiness"                                        | 2018 | 82.          | Identification          |
| "No Sleep"                                         | 2018 | 83.          | Identification          |
| "Love Songs"                                       | 2018 | 88.          | Identification          |
| "Good Intentions"                                  | 2018 | 89.          | Identification          |
| "If This Bed Could Talk"                           | 2018 | 93.          | Identification          |
| "All I See Is You"                                 | 2018 | —            | Identification          |
| "Fancy"                                            | 2019 | —            | Identification (deluxe) |
| "1989"                                             | 2019 | —            | Identification (deluxe) |